# Karls batteri

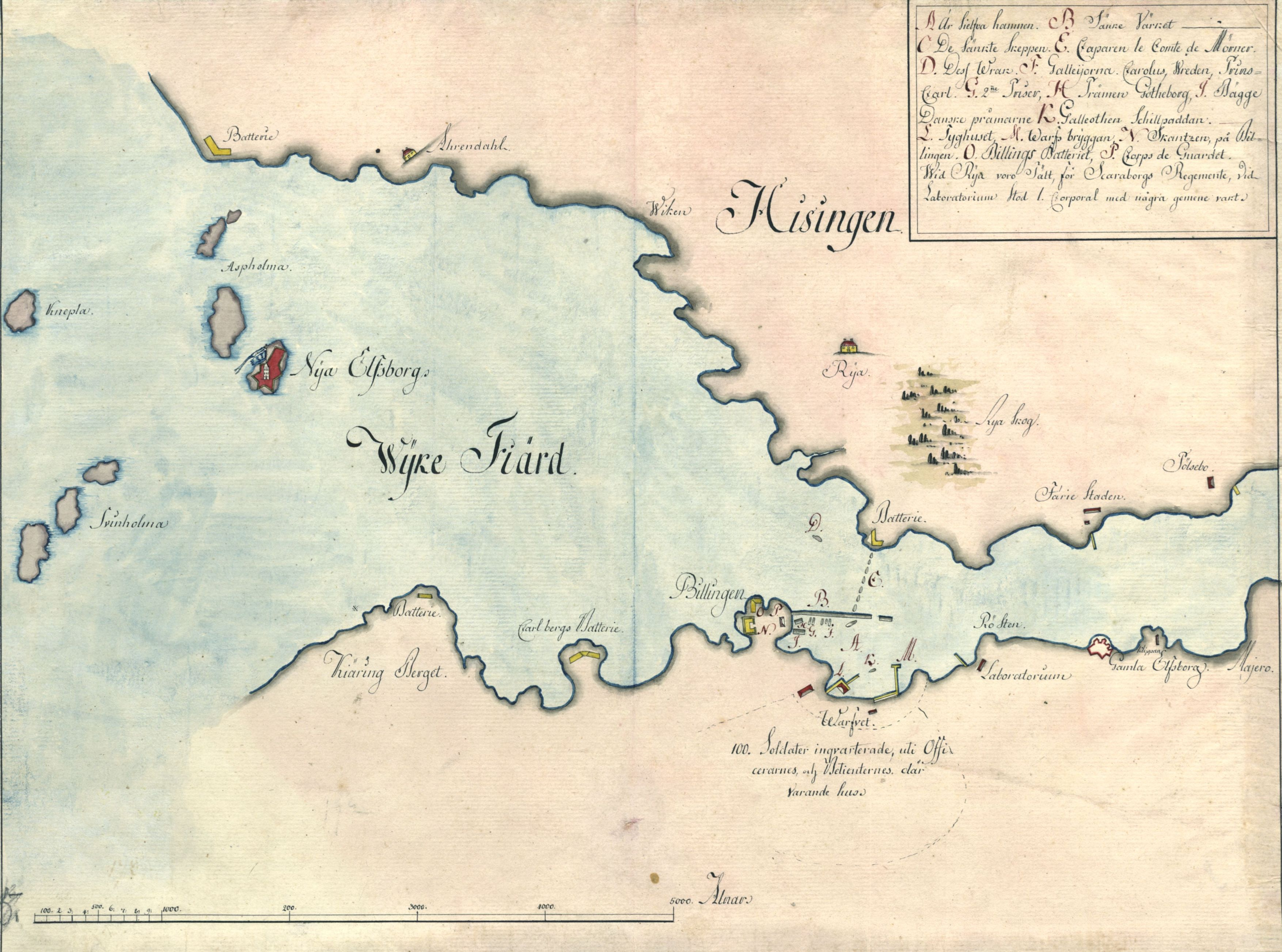
Kanonbatterierna i Göta älvs mynning, inklusive Karlsbergs- eller Caroli batteri, på en karta uppritad i samband med utredningen av amiral Tordenskjolds anfall mot Nya varvet 1719. Källa: Krigsarkivet

Karls batteri var ett batteri vid Göta älvs södra strand mellan Stora Billingen och Käringberget vid nuvarande Tångudden. Det anlades i början av 1700-talet till skydd för inloppet till Göteborg och iståndsattes 1719, men fick sedan förfalla.